# Listă de personalități din orașul Arad
Aceasta este o listă alfabetică a personalităților născute în orașul Arad:

## A
- Gheorghe Albu (1909 - 1974), fotbalist care a jucat în echipa națională de fotbal a României;
- György Alexics (1864 - 1936), scriitor, istoric literar și filolog;
- Dacian Andoni (n. 1962), pictor;
- Pavel Apostol (1919 - 1983), filozof marxist evreu;
- József Aradi (n. 1943), scriitor și publicist;
- Sava Arsici (1760 — 1824), primar al Aradului
- János Aszódy (1908 - 1976), scriitor, jurnalist;

## B
- Sorin Babii (n. 1963), trăgător de tir român, laureat cu aur la Seul 1988 și cu bronz Barcelona 1992;
- Francisc Baranyai (1923-2013), pictor;
- Ștefan Barbu (1908-1970), fotbalist care a jucat pentru echipa națională de fotbal a României;
- Iris Barbura (1912 - 1969), dansatoare, coregrafă;
- Flavius Băd (n. 1983), fotbalist;
- Claudia Boghicevici (n. 1975), politician, fost parlamentar;
- Sorin Botiș (n. 1978), fotbalist;
- Coloman Braun-Bogdan (1905 - 1983), fotbalist, care a jucat pentru echipa națională de fotbal a României;
- Delia Brândușescu (n. 1954), sculptor;
- Nicolae Brânzeu (1907 - 1983), dirijor, fondatorul Filarmonicii din Arad;
- Ladislau Brosovszky (1951 - 1990), fotbalist;;
- Romulus Bucur (n. 1956), poet, critic literar, publicist și traducător;
- Mariana Buruiană (n. 1955), actriță, traducătoare și scriitoare;
- Mihai Botez (1922-2011), gimnast, maestru emerit al sportului și fondator al Judo-ului și Ju Jitsu-lui în România.;

## C
- Marius Chindriș (n. 1991), fotbalist;
- Traian V. Chirilă (n. 1948), australian de etnie română, chimist organic și specialist în chimia polimerilor, inventatorul unui tip de cornee artificială;
- Adriana Chiriță (n. 1938), pictoriță și graficiană;
- Marcel Coraș (n. 1959), fotbalist, care a jucat la Echipa națională de fotbal a României;
- Gavril Creța (1923 - 2014), inginer, profesor universitar, cu inovații în domeniul turbinelor cu abur;
- Miloș Cristea (1931 - 2003), arhitect;
- Valeriu Cristea (1937 - 1999), critic literar, dedicat atât literaturii române, cât și operei unor mari scriitori străini;
- Marius Copil (n. 1990), jucător de tenis, care a participat în circuitul ATP Challenger Tour, și component al echipei României de Cupa Davis;
- Géza von Cziffra (1900 - 1989), regizor.

## D
- Daniela Dodean (n. 1988), jucătoare de tenis de masă, campioană europeană;
- Constantin Doichiță (n. 1951), ceramist și sculptor;
- George Doichiță (n. 1977), pictor;
- Flavius Domide (n. 1946), fotbalist care a jucat în echipa națională de fotbal a României la Campionatul Mondial de Fotbal din Mexic, 1970, performanță pentru care a fost decorat cu Ordinul „Meritul Sportiv” clasa a III-a.
- Mihai Drecin (n.1944), profesor universitar, senator

## E
- Emilia Eberle (n. 1964), gimnastă olimpică, dublu medaliată cu argint la Jocurile Olimpice de vară din 1980;
- Anna Maria Erdődy (1778–1837), confidentă și susținătoare a compozitorului Ludwig van Beethoven.

## G
- Ioan Galea (n. 1956), pictor;
- Alexandru Gavra (1797 - 1884), profesor care a publicat un Lexicon de conversație, prima încercare de enciclopedie românească;
- Radu Ghidău (n. 1973), avocat, politician;
- Ioan Gnandt (n. 1951), grafician, scenograf;

## H
- Ovidiu Hațegan (n. 1980), arbitru de fotbal;
- Stefan Hell (n. 1962), fizician emigrat în Germania, laureat al Premiului Nobel pentru Chimie;
- Radu Homescu (n. 1941), politician;

## I
- Caius Iacob (1912 - 1992), matematician, membru al Academiei Române;
- Lăcrimioara Ionescu-Cornea (n. 1969), designer;
- Leo Iorga (n. 1964), muzician.
- Adrian Igrisan (n. 1972) - cantaret, vocalistul trupei Cargo

## J
- Pál Jávor (1902-1959), actor;

## K
- Ioan Emil Kett-Groza (n. 1941), pictor și grafician.
- Cornelia Kocsis Josan (n. 1948), pictor.
- Rudolf Kocsis (n. 1963), sculptor;
- Ibolya Korodi (n. 1957), atletă.

## L
- Zoltán Lovas (n. 1971), actor;
- Călin Lucaci (n. 1975), grafician;
- Diana Lucaci (n. 1977), artist plastic;
- Alexandru Lupaș (1942 - 2007), matematician.

## M
- Angela Marinescu (n. 1941), poetă;
- Hilde Martini-Striegl (1884-1974), scriitoare;
- David Miculescu (n. 2001), fotbalist;
- Gabriela Mihalcea (n. 1964), atletă;
- Mircea Mihăieș (n. 1954), critic literar, eseist și publicist;
- Cristian Moisescu (1947-2016), fost primar al municipiului între 1992-1996, ales din partea Alianței Civice;
- Cosmin Moldovan (n. 1976), sculptor;
- Annamária Móré Sághi (n. 1948), artist decorator;
- Ionel Muntean (1938 - 2015), sculptor;

## N
- Marius Novanc (n. 1980), handbalist;

## O
- Terezia Ocsko (1917-1940), activistă comunistă ucisă în bătaie în arestul Siguranței;
- Maria Ódry (n. 1953), grafician;

## P
- Mihai Păcurar (n. 1955), decorator și pictor;
- Ovidiu Pecican (n. 1959), scriitor, istoric și publicist;
- Adrian Piț (n. 1983), fotbalist;
- Răzvan Pleșca (n. 1982), fotbalist;
- Tiberiu Popoviciu (1906 - 1975), matematician, profesor universitar, membru titular al Academiei Române;

## R
- Gábor Rajnai (1885 - 1961), actor maghiar;
- Ádám Réz (1926 - 1978), scriitor, critic literar, jurnalist, traducător;
- Franz Rohr von Denta (1854 - 1927), ofițer în Armata Comună a Austro-Ungariei, feldmareșal;
- Vintilă Russu-Șirianu (1897 - 1973), dramaturg, traducător, memorialist și publicist;
- Adrian Rusu (n. 1984), fotbalist;

## S
- Coleta de Sabata (n. 1935), scriitoare, rector al Universității Politehnica Timișoara;
- Adrian Sandu (n. 1968), grafician;
- Eginald Schlattner (n. 1933), scriitor de limbă germană și pastor luteran;
- Lőrinc Schlauch (1824 - 1902), episcop al Diecezei de Satu Mare, apoi al Diecezei de Oradea Mare, din 1893 cardinal;
- Adrian Selegean (n. 1958), grafician;
- Margareta Simo (n. 1952), grafician;
- Viorel Simulov (n. 1959), pictor, grafician;
- Ivan Singer (n. 1929), matematician, membru titular al Academiei Române;
- Mircea V. Stănescu (1841 - 1888), avocat, publicist, culegător de folclor, scriitor și politician;
- Zoltán Steinhübel (n. 1952), ceramist și grafician;
- Corina Stoica (n. 1978), grafician;
- Lajos Szántay (1872 - 1961), arhitect.

## Ș
- Anamaria Șerban (n. 1979), sculptor;
- Guilelm Șorban (1876 - 1923), compozitor și pianist;

## T
- Milan Tabacovici (1860 - 1946), arhitect de etnie sârbă;
- Maria Tamaș (n. 1948), grafician și pictor;
- Jovan Tekelija (c. 1660 – c. 1721–1722), ofițer sârb;
- Cristian Todea (n. 1978), fotbalist;
- Ioan Tolan (n. 1927), sculptor;
- Dumitru Toma (n. 1955), scriitor, jurnalist.

## V
- Gheorghe Váczi (1922 - 2006), fotbalist;
- Ciprian Vălcan (n. 1973), eseist și filozof;
- Lucia Verona (n. 1949), scriitoare;
- Carmen Lidia Vidu (n. 1980), regizoare de teatru și film.
- Sergiu Cosmin Vlad (n. 1977), politician;

## Alte persoane legate de orașul Arad
- Ioan Slavici (1848 - 1925), scriitor, jurnalist și pedagog român, membru corespondent (din 1882) al Academiei Române;
- Ștefan Augustin Doinaș (1922 - 2002), scriitor și politician, Cetățean de Onoare al Aradului;
- Ion Vidu (1863 - 1931), compozitor și dirijor;
- Gheorghe Falcă (n. 1967), inginer și politician, primar al municipiului;
- Moise Nicoară (1784 - 1861), jurist, profesor, traducător, scriitor și un patriot român, luptător pentru drepturile românilor din Banat și Crișana;
- Helmuth Duckadam (n. 1959), portar de fotbal al României, supranumit „Eroul de la Sevilla”; a jucat la echipele Steaua București și Constructorul Arad;
- Ion Flueraș (1882 - 1953), militant al mișcării socialiste;
- Áron Chorin (1766 - 1844),  rabin evreu, pionier al reformismului evreiesc;
- Emil Șimăndan (n. 1940), ziarist, publicist, scriitor, cetățean de onoare al orașului Arad;
- Viorel Gheorghiță (n. 1922), fost deținut politic al regimului comunist, scriitor arădean;
- Ladislau Bonyhádi (1923 - 1997), fotbalist care a jucat și la UTA Arad;
- Dumitru Branc (1952 - 2011) fost primar al municipiului;
- Áron Chorin (1766 - 1844), rabin evreu, pionier al reformismului evreiesc, rabin șef al comunității evreiești din Arad.